# Verkehrssprache
Eine Verkehrssprache (auch Lingua franca) ist eine Sprache, die auf einzelnen Fachgebieten Menschen verschiedener Sprachgemeinschaften die Kommunikation ermöglicht (Handel, Diplomatie, Verwaltung, Wissenschaft). Weit verbreitete Verkehrssprachen sind heute zum Beispiel die englische Sprache und die spanische Sprache.
Manche Verkehrssprachen bilden sich im alltäglichen Kontakt neu. Beispiele hierfür sind die Lingua franca des Mittelalters und verschiedene moderne Pidgin-Sprachen. Wenn eine Gemeinschaft eine Pidgin-Sprache als Muttersprache annimmt, wird diese als Kreolsprache bezeichnet.

## Geschichte
In der Antike wurde im Vorderen Orient Akkadisch als Lingua franca verwendet und später durch das Aramäische ersetzt.
Im Hellenismus hatte die griechische Sprache (Koine) diese Stellung inne; im Mittelalter nahm die lateinische Sprache in gehobenen Kreisen und im Klerus diesen Platz ein. Das Mittelniederdeutsche galt als Lingua franca der hanseatischen Kaufleute, das Basarmalaiisch für den pazifischen Raum, das Hindustani für den nordindischen Raum und die Inselwelt bis Fidschi. Im Altertum dienten auch z. B. Aramäisch, Akkadisch, Griechisch und Latein als Handelssprachen. Der Aufstieg des Islam hat das Arabische zur bevorzugten Handelssprache von Spanien bis Zentralasien und tief nach Afrika werden lassen. In Ostasien hat auch das Chinesische von jeher eine wichtige Rolle gespielt, in den Handelsstädten an der Seidenstraße in der Antike und im Frühmittelalter auch die Sogdische Sprache.
Im späten Mittelalter wurde Niederdeutsch durch die Hanse zur Handelssprache im Ostseeraum und Skandinavien sowie auch in den Niederlanden und Flandern. Italienisch erreichte durch Handelsstädte wie Venedig, Genua und Pisa im Mittelmeerraum eine ähnliche Stellung. Vor allem Begriffe aus dem Banken- und Rechnungswesen sind während dieser Zeit in viele Sprachen eingegangen (z. B. Bank, Konto, Bilanz, Bankrott, Agio/Disagio).
In der Neuzeit kam im Welthandel der Kolonialzeit als Sprache Portugiesisch, seit Ludwig XIV. an den fürstlichen Höfen, und damit in der Diplomatie, die französische Sprache hinzu, während die deutsche Sprache bis zum Zweiten Weltkrieg diese Funktion für die Wissenschaft in weiten Teilen Europas erfüllte. Auch Niederländisch und Spanisch waren wichtige Verkehrs- und Handelssprachen.
Im Jahr 1930 hat Charles Kay Ogden das von ihm entwickelte Basic English als internationale Verkehrssprache vorgeschlagen.
Seit dem Ende des Zweiten Weltkriegs ist die englische Sprache in Politik, Wissenschaft, Geschäftsleben und internationalem Personen- und Warentransport dominierend. In West- und Zentralafrika hat die französische Sprache die vorherrschende Stellung inne, während in Teilen Osteuropas die deutsche Sprache häufig gesprochen und verstanden wird sowie in Osteuropa und einigen Ländern Zentralasiens auch nach dem Zusammenbruch der Sowjetunion die russische Sprache.
Im heutigen Ostafrika, insbesondere in den Staaten Uganda, Kenia, dem Ostkongo, in Nordmosambik und in Tansania nimmt das Swahili die Stellung der dominierenden Lingua franca ein.

## Handelssprache
Als Sonderfall einer Verkehrssprache kann eine Handelssprache betrachtet werden. Es handelt sich dabei um eine international akzeptierte Sprache oder Fachsprache, die zur Verständigung im internationalen, überregionalen oder auch regionalen Handel dient. Handelssprachen sollen die sprachliche Kluft überbrücken, die zwischen Käufer und Verkäufer sowie eventuellen Vermittlern (Makler, Transporteur) und weiteren Beteiligten (Banken, Versicherungen, Behörden) existiert. International anerkannte Handelssprache ist heute die englische Sprache. Viele Pidgin-Sprachen sind als Handelssprachen entstanden. Handelssprachen sind so genannte Pidgin-Formen der ursprünglichen Sprache, und die moderne Handelssprache von heute kann als eine Form von Business Pidgin Englisch bezeichnet werden.